# São João do Paraíso
São João do Paraíso – miasto i gmina w Brazylii, w stanie Minas Gerais.